# Garcinia speciosa
Garcinia speciosa är en tvåhjärtbladig växtart som beskrevs av Nathaniel Wallich. Garcinia speciosa ingår i släktet Garcinia och familjen Clusiaceae. Inga underarter finns listade i Catalogue of Life.